# I mor perquè et toca
I mor perquè et toca (títol original, Murder Party) és una pel·lícula de comèdia francesa de 2022 dirigida per Nicolas Pleskof. S'ha doblat al català.
El rodatge va tenir lloc al castell de Regnière-Écluse prop d'Abbeville al Somme des de principis de novembre fins a mitjans de desembre de 2020.